# 1952
Évszázadok: 19. század – 20. század – 21. század
Évtizedek: 1900-as évek – 1910-es évek – 1920-as évek – 1930-as évek – 1940-es évek – 1950-es évek – 1960-as évek – 1970-es évek – 1980-as évek – 1990-es évek – 2000-es évek
Évek: 1947 – 1948 – 1949 – 1950 –  1951 – 1952 – 1953 – 1954 – 1955 – 1956 – 1957

## Események
- január 8. – Amerikai–jugoszláv gazdasági együttműködési szerződés.[1]
- január 26. – Pénzreform Romániában: az új román lej bevezetése.[2][3]
- január 30. – Lynde D. McCormick amerikai altengernagyot nevezik ki a Szövetséges Fegyveres Erők atlanti-óceáni legfelső parancsnokává (SACLANT).[4]
- február 20–25. – Az Észak-atlanti Tanács lisszaboni ülésén átszervezik a Szövetség szerkezetét, így a NATO állandó szervezetté alakul Párizs központtal.[4]
- február 21. – A Észak-atlanti Tanács létrehozza a Csatorna Főparancsnokságot, amelynek első főparancsnokává Sir Arthur Power admirálist nevezik ki.[4]
- március 10. – Fulgencio Batista tábornok államcsínnyel magához ragadja a hatalmat Kubában. (Az anarchiába és erőszakba belefáradt ország nem mutatott ellenállást. A bukott elnök, Carlos Prío Socarrás Mexikóba menekült.)[5]
- március 11. – Letartóztatják Scheffler János szatmár-nagyváradi római katolikus megyéspüspököt.[2]
- március 21. – Kwame Nkrumah – formálisan – elfoglalja a miniszterelnöki posztot Ghánában.[6]
- április 1. – A helyi önigazgatási törvény bevezetése Jugoszláviában.
- április 4. – Az angol Hastings Lionel Ismay lesz a NATO első főtitkára.
- április 5. – A lengyel kormányzat egyezményt ír alá a varsói Kultúra és Tudomány Házának megépítéséről.[7]
- április 10. – A Szövetséges Fegyveres Erők Atlanti-óceáni Legfelső Parancsnoksága megkezdi működését a Virginia állambeli Norfolkban.[4]
- április 16. – A NATO ideiglenes főhadiszállása berendezkedik Párizsban, a Palais de Chaillot-ban.[4]
- április 19. – A Szentszék a nagyváradi püspökség Magyarországon maradt részének ordináriusává nevezi ki a mindenkori csanádi püspököt.
- április 25. – Németország délnyugati részén Baden, Hohenzollern és Württenberg tartományok összevonásával megalakul Baden-Württemberg tartomány.
- április 28. – Az Észak-atlanti Tanács megtartja első ülését Párizsban.[4]
- május 26–27. – A Román Munkáspárt KB plenáris ülése, amelyen kizárják a pártból Luka László pénzügyminisztert, Ana Pauker külügyminisztert és Teohari Georgescu belügyminisztert.[8]
- május 27. – Párizsban Belgium, Franciaország, Olaszország, Luxemburg, Hollandia és a Német Szövetségi Köztársaság aláírja az Európai Védelmi Közösséget létrehozó szerződést.[9] (A francia nemzetgyűlés 1954-es ellenállása miatt nem lép érvénybe.)
- június 2. – Romániában Petru Grozát Gheorghe Gheorghiu-Dej váltja a kormányfői poszton.[2]
- június 11. – Jugoszláv–nyugatnémet gazdasági egyezmény.[1]
- július 1.
  - Szlovákiában elrendelik a magyarlakta területeken a kétnyelvűséget, de a rendelet következetes alkalmazására nem kerül sor.[10]
  - Az Egyesült Államokban a „Védelmi Katalogizálási és Szabványosítási Törvény” elrendeli az egységes rendszer (szabványosított eljárás) alkalmazását a védelmi minisztérium részére.
- július 22.
  - A Gamal Abden-Nasszer által vezetett Dhobat el Ahrar szervezet államcsínyt hajt végre Líbiában, megdöntve a monarchiát.
  - A szejm elfogadja az új lengyel alkotmányt. (Lengyelország új államformája népköztársaság, ugyanakkor az államelnök tisztségét megszüntetik, helyébe az államtanács lép.)[7]
- augusztus 10. – Megkezdi működését az Európai Szén- és Acélközösség. (A szervezet ratifikálása!)
- augusztus 12. – A meggyilkolt költők éjszakája Moszkvában.
- augusztus 14. – Megalakul a Rákosi-kormány.
- augusztus 17–22. – Csou En-laj kínai miniszterelnök Moszkvában többször tárgyal Sztálinnal a koreai háborúról, a Kínának nyújtott szovjet technológiai segítségről, a szovjetek által elfoglalt Port Arthur [ma Talien] kikötőváros visszaadásáról.[11]
- augusztus 28. – A NATO tagállamok Párizsban aláírják a nemzetközi katonai parancsnokságok státuszáról szóló jegyzőkönyvet.[4]
- szeptember 20. – Édith Piaf és Jacques Pills házasságot köt.
- szeptember 24. – Romániában elfogadják az új alkotmányt, amely az 1936-os szovjet alkotmány számos bekezdését szó szerint tartalmazza.[12]
- október 26. – Parlamenti választásokat tartanak Lengyelországban.[7]
- november 2–7. – A Jugoszláv Kommunista Párt VI., névváltoztató kongresszusa. (A kongresszus bírálja a sztálinista gyakorlatot, és megerősíti az önigazgatás politikáját. A párt felveszi a Jugoszláv Kommunisták Szövetsége (JKSZ) nevet.)
- november 4. – Az amerikai elnökválasztáson a Republikánus párti Dwight D. Eisenhower győz.
- november 17.
  - Jugoszlávia megszakítja diplomáciai kapcsolatait a Vatikánnal Alojzije Stepinac kardinálissá való kinevezése miatt.[1]
  - Megkezdi működését a Csehszlovák Tudományos Akadémia, a tudományos élet központi irányítója.[10]
- november 20. – Az új lengyel nemzetgyűlés (szejm) megválasztja az államtanács tagjait, melynek elnöke Aleksander Zawadzki.[7]
- november 20–27. – Csehszlovákiában az összeesküvéssel, államellenes felforgató tevékenységgel vádolt Rudolf Slánský és társai ellen lefolytatott per (a „csehszlovák Rajk-per”) vádlottjait – három személy kivételével – halálra ítélik. (Az ítéletet december 3-án végrehajtják.)[10]
- november 22. – A lengyel szejm elfogadja az amnesztia-törvényt.[7]
- december 26. – A Legfelsőbb Bíróság jogerősen helyben hagyta a Kádár János és társai perében első fokon meghozott ítéletet.[13]
- az év folyamán –
  - Átadják a felújított Petőfi hidat Budapesten.

## Az év témái

### 1952 a filmművészetben
- Charlie Chaplin: Rivaldafény
- René Clair: Az éjszaka szépei
- René Clément: Tiltott játékok
- Christian Jacques: Királylány a feleségem
- Sindó Kaneto: Hirosima gyermekei
- Doren-Gene Kelly: Ének az esőben (musical)
- Mizogucsi Kendzsi: O Haru élete
- Henry King: A Kilimandzsáró hava
- Jacques Tati: Hulot úr nyaral
- Orson Welles: Othello
- Fred Zinnemann: Délidő

### 1952 az irodalomban
- Csehszlovákiában megjelenik a II. világháború utáni első magyar verseskötet, Dénes György Magra vár a föld című műve.[10]
- Samuel Beckett: Godot-ra várva (dráma)
- Pierre Boulle: Híd a Kwai folyón (kisregény)
- Isaac Asimov: Alapítvány és Birodalom
- Ernest Hemingway: Az öreg halász és a tenger (regény)
- Kurt Vonnegut: Gépzongora[a 1]
- John Steinbeck: Édentől keletre (regény)

### 1952 a sportban
- Alberto Ascari megszerzi élete első Formula–1-es világbajnoki címét.
- július 19. – augusztus 3. XV. Nyári olimpiai játékok – Helsinki, Finnország 69 ország részvételével.
- február 14. – február 25. VI. Téli olimpiai játékok Oslóban, 30 ország részvételével.
- Asztalitenisz–világbajnokság Bombayben. A magyar csapat két aranyérmet nyer.
- Vívó–világbajnokság Koppenhágában. Aranyérmes a magyar női tőrcsapat.
- Női kosárlabda–Európa-bajnokság Moszkvában. A magyar csapat a harmadik helyen végez.
- A Bp. Honvéd SE nyeri az NB 1-et. Ez a klub harmadik bajnoki címe.

### 1952 a tudományban
- november 1. – Az Amerikai Egyesült Államok felrobbantja az első hidrogénbombát.[4]
- Alfred Hershey és Martha Chase a T2 bakteriofággal kísérletezve bebizonyítják, hogy a DNS és nem a fehérjék az örökítőanyag.
- Az első színes televízióadások.
- A 99. és a 100. kémiai elem felfedezése.
- A buborékkamra megszerkesztése.

### 1952 a zenében
- Megalapítják az Erkel Ferenc zeneszerző nevét viselő zeneszerzői, illetve a Liszt Ferenc zeneszerző nevét viselő zenei és előadóművészeti kitüntetést.
- Megkezdődik a világ egyik legnevesebb elektromos gitárjának, a Gibson Les Paul gyártása.
- John Cage: 4'33.

## Születések
- január 22. – Robledo Puch argentin sorozatgyilkos
- február 19. – Danilo Türk szlovén államfő
- február 23. – Marshall Herskovitz zsidó származású amerikai filmproducer, rendező és forgatókönyvíró
- március 3. – Hrotkó Károly magyar kertészmérnök, dendrológus, egyetemi tanár
- március 11. – Douglas Adams angol író († 2001)
- március 13. – Rapai Ágnes magyar költő, író
- március 19. – Harvey Weinstein amerikai filmproducer
- március 25. – Juszt László újságíró
- április 1. – Tőkés László, a Királyhágómelléki református egyházkerület püspöke
- április 4. – Gary Moore ír gitáros, dalszerző, énekes († 2011)
- április 7. – Makkai Gergely romániai magyar politikus († 2024)
- április 8. – Mózes Attila romániai magyar író, irodalomkritikus, szerkesztő († 2017)
- április 10.
  - Zoran Petrović jugoszláv nemzetközi labdarúgó-játékvezető († 2024)
  - Steven Seagal amerikai színész
- április 12. – Oszvald Marika magyar operett-énekesnő, színésznő
- április 13. – Sinkovits-Vitay András magyar színész, rendező
- április 16. – Anatolij Nyikolajevics Kvocsur orosz repülőtiszt, berepülőpilóta († 2024)
- május 5.
  - Szerencsi Éva magyar színésznő († 2004)
  - Jurgis Kairys litván műrepülő, repülőgép-tervező
- május 20. – Szakácsi Sándor Jászai Mari-díjas magyar színész († 2007)
- május 24. – Zsigmond Ágnes magyar vegyész, egyetemi oktató († 2019)
- május 30. – Kocsis Zoltán kétszeres Kossuth-díjas magyar karmester, zongoraművész és zeneszerző  († 2016)
- június 2. – Koltay Gergely Kossuth-díjas magyar zenész, zeneszerző, dalszövegíró
- június 4. – Lempert László magyar–amerikai matematikus
- június 7. – Orhan Pamuk Nobel-díjas író, a török posztmodern irodalom vezető alakja
- június 23. – Gyurkó János magyar mérnök, politikus († 1996)
- június 25. – Erdő Péter magyar bíboros, prímás, az Esztergom-Budapesti főegyházmegye érseke, teológus, egyházjogász
- augusztus 4. – Demszky Gábor Budapest főpolgármestere
- augusztus 5. – Faragó Tamás, olimpiai bajnok vízilabdázó, edző
- augusztus 6. – Balázs Klári magyar énekesnő
- augusztus 18. – Patrick Swayze amerikai színész († 2009)
- augusztus 19. – Jonathan Frakes amerikai színész
- szeptember 4. – Voga János magyar műsorvezető, tanár, szövegíró, zenész
- szeptember 5. – Balkay Géza Jászai Mari-díjas magyar színész († 2006)
- szeptember 18. – Pálinkás József fizikus, politikus, akadémikus
- szeptember 25. – Christopher Reeve amerikai színész († 2004)
- október 1. – Bari Károly költő, műfordító
- október 5.
  - Vanderlei Luxemburgo brazil labdarúgóedző
  - Clive Barker angol író, filmrendező
- Október 7. – Vlagyimir Putyin, orosz miniszterelnök
- október 8. – Edward Zwick zsidó származású amerikai filmrendező és producer
- október 13.
  - Dénémeth István költő, prózaíró, műfordító († 2000)
  - Molnár Pál a Balassi Bálint-emlékkard alapítója
- október 26. – Korcsmáros György rendező († 2022)
- október 27. – Francis Fukuyama amerikai filozófus, politikai közgazdász és író
- november 5. – Oleh Volodimirovics Blohin szovjet labdarúgó, ukrán sportvezető
- november 7. – David Petraeus amerikai tábornok, a CIA volt igazgatója
- november 15.:
  - Magyar Bálint szabaddemokrata politikus
  - Adolf Rosenzweig, osztrák politikus és szociológus
- november 16. – Gálffi László Kossuth-díjas magyar színész
- november 29. – Csuka Mónika magyar énekes, gitáros
- november 30. – Mandy Patinkin amerikai színész, énekes
- december 1. – Fábryné Dobai Ilona magyar építőipari technológus, országgyűlési képviselő (1980–1985)
- december 7. – Kopek Rita magyar festőművész, képzőművészeti oktató

## Halálozások
- január 6. – Alfred Meebold botanikus, író, antropozófus (* 1863)
- február 6. – VI. György brit uralkodó (* 1895)
- február 29. – Navratil Ákos közgazdász, jogtudós, a 20. századi magyar közgazdaságtan jelentős elméleti tudósa, az MTA tagja (* 1875)
- március 17. – Láng Nándor régész, művészettörténész, klasszika-filológus, az MTA tagja (* 1871)
- április 1. – Molnár Ferenc író, drámaíró (* 1878)
- május 3. – Csanády György költő, újságíró, rádiórendező (* 1895)
- május 8. – William Fox amerikai filmproducer, a Twentieth-Century-Fox egyik alapítója (* 1879)
- március 13. – Lucich Károly altengernagy, a Császári és Királyi Dunai Flottilla parancsnoka, a Hadtörténeti Levéltár és Múzeum igazgatója (* 1868)
- május 20. – Gelei József magyar zoológus, az MTA tagja (* 1885)
- május 26. – Karafiáth Jenő politikus, miniszter, Budapest főpolgármestere (* 1883)
- május 28. – Werth Henrik magyar katonatiszt, Magyar Királyi Honvédség vezérkari főnöke (* 1881)
- június 23. – Berty László olimpiai bajnok vívó (* 1875)
- augusztus 13. – Wilm Hosenfeld, aki megmentette a lengyel zongorista és zeneszerző Władysław Szpilman életét, amikor Varsó már romokban hevert (* 1895)
- augusztus 14. – Balesetben elhunyt Marcel Loubens barlangász. Tiszteletére ezt a napot később a barlangászok világnapjának nyilvánították. (* 1923)
- augusztus 27. – Kempelen Béla, családtörténetíró, heraldikus (* 1874)
- szeptember 7. – Marek József állatorvos, az MTA tagja, a magyar állatorvos-tudomány kiemelkedő alakja (* 1868)
- október 31. – Csizmadia András magyar gazdálkodó, kisbirtokos, országgyűlési képviselő (* 1872)
- november 16. – Szolomija Amvroszijivna Kruselnicka, ukrán operaénekes, zenepedagógus (* 1872)
- november 18. – Paul Éluard (eredeti neve Eugéne Emile Paul Grindel), francia költő (* 1895)
- november 20. – Benedetto Croce, olasz idealista filozófus (* 1866)

## Nobel-díjasok
- A Nobel-díjat a svéd Alfred Nobel alapította, 1901 óta adják át, melyet a Svéd Királyi Tudományos Akadémia ítél oda a tudomány, az irodalom és humanitárius területen kimagasló eredményt elért magánszemélyeknek, illetve intézményeknek.

| Fizikai            | Felix Bloch, Edward Mills Purcell |
| Kémiai             | Archer Martin, Richard Synge      |
| Orvosi-fiziológiai | Selman Waksman                    |
| Irodalmi           | François Mauriac                  |
| Béke               | Albert Schweitzer                 |